# NKT (компания)
NKT — датская компания, производитель силовых кабелей. Штаб-квартира расположена в Брённбюе (пригород Копенгагена).

## История
Компанию основал в 1891 году Ханс Петер Приор. С 1898 года компания называлась Nordiske Kabel og Traadfabrik (NKT). В следующие 90 лет, помимо производства кабелей, занималась выпуском стекла, алюминия, стали и других товаров, в основном, в Дании.
В 1990-х годах NKT сократила число направлений деятельности. В 1999 году дочерняя компания по производству электрораспределительного оборудования Lauritz Knudsen была продана группе Schneider Electric. В 2000 году полупроводниковое поразделение GIGA было продано корпорации Intel. В ноябре 2012 года был продан бизнес NKT Flexibles по производству подводных труб.
В начале 2017 года у шведской группы ABB было куплено подразделение высоковольтных кабелей, включавшее судно-кабелеукладчик. В октябре 2017 года NKT Holding была разделена на 2 компании: NKT и Nilfisk. В 2022 году было продано подразделение фотоники NKT Photonics.

## Деятельность
Подразделения компании по состоянию на 2024 год:
- решения — высоковольтные кабели для подключения наземных и офшорных электростанций; 63 % выручки;
- приложения — средне- и низковольтные кабели; 27 % выручки;
- услуги и аксессуары — прокладка, ремонт и обслуживание кабельных сетей; 10 % выручки.

В компании работает около 6 тыс. человек, больше всего сотрудиков в Швеции (2,3 тыс.), Германии (1,3 тыс.), Чехии (623), Польше (443), Португалии (430), Дании (338), Индии (173) и Литве (152).
Выручка компании за 2024 год составила 3,25 млрд евро, основными рынками были Германия (906 млн), США (613 млн), Великобритания (448 млн), Польша (295 млн), Норвегия (170 млн), Швеция (127 млн), Дания (124 млн), Нидерланды (75 млн) и Франция (71 млн).